# ニチイ学館
株式会社ニチイ学館（ニチイがっかん、NICHIIGAKKAN CO.,LTD.）は、東京都千代田区にある医療・介護・教育関連企業である。社名は『日本医療事務』に由来し、介護業界最大手の企業である。日本生命保険の子会社。みどり会の会員企業であり三和グループに属している。
現在の略称は「ニチイ」だが、1980年代には当時の大手スーパー「ニチイ」（マイカルを経て現在はイオンリテールに吸収合併。当社とは一切無関係）との混同を避けるため「ニチガク」という略称を使っていた。

## 事業
『医療関連事業』、『ヘルスケア事業』、『教育事業』を柱に事業を展開している。医療関連事業とヘルスケア事業の人材を教育事業で育成する『教育から就業まで』と銘打つビジネスモデルにより事業を全国に拡大している。
医療関連事業では医療機関（病院・診療所・クリニック）における診療報酬請求等を行う医事業務受託事業を中心に、その他医療機関経営に対するコンサルティングを行う。
ヘルスケア事業では、介護予防から在宅系介護（訪問介護・通所介護等）、居住系介護（有料老人ホーム、グループホーム等）までのトータル介護サービスを展開。家事代行サービスや高齢者専用賃貸住宅等の介護保険外サービスも展開し、利用者のライフステージにあわせたサービス提供を目指すとしている。
教育部門では、『医療事務講座』および『ホームヘルパー講座2級課程』を中心に、医療・介護現場で役立つ各種実務講座・資格取得講座を全国で開講。2008年10月には、医師の事務作業を補助する『ドクターズクラーク』を養成する『メディカルドクターズクラーク講座』を開講している。

### 以前行っていた事業
2011年12月5日に英会話スクールを運営する株式会社GABAを完全子会社化し、語学事業に本格参入した。 また、2012年4月10日に英会話教室「COCO塾」を開校し、2012年に全国に92校（「COCO塾jr」フランチャイズセンターを兼用）を開校し、2013年にフランチャイズ方式の幼児～高校生向けの英会話教室「COCO塾jr」の展開の他、2013年7月には原悠衣原作のテレビアニメ『きんいろモザイクシリーズ』にて英語監修を行った。2022年にNOVAホールディングスに売却。

## 沿革
- 1968年 - ニチイ学館創業、医療事務業務の受託事業を開始（医事研究センター、後の全国医療事務研究会）
- 1971年 - 医療事務の教育事業を開始（株式会社日本医療事務学院を設立）
- 1973年 - 株式会社保育総合学院設立
- 1975年 - 株式会社保育総合学院が株式会社ニチイ学館へ商号変更
- 1976年 - 株式会社ニチイ学館が株式会社日本医療事務学院を吸収合併
- 1980年 - 47都道府県に支店設置
- 1991年 - 全国医療事務研究会の診療所医事業務を継承
- 1995年 - 日本証券業協会（現・ジャスダック）に株式を店頭登録
- 1996年 - 在宅系介護サービスを中心としたヘルスケア事業を開始
- 2002年 - 東証一部上場
- 2007年 - コムスンからグループホーム、デイサービス等を承継し居住系介護サービスを本格展開
- 2007年 - 東京都都内の事業所で介護報酬を8,500万円不正請求していたと都が発表[5]。
- 2011年 - 株式会社GABAを完全子会社化
- 2012年 - 英会話教室「COCO塾」を開校
- 2014年 - 株式会社ジェイエスエスを持分法適用関連会社化
- 2016年 - 小田急電鉄の子会社であった株式会社小田急ライフアソシエを完全子会社化。株式会社ニチイふらわあに商号変更[6]。
- 2020年
  - 3月 - ジェイエスエスとのとの資本業務提携を解消[7]。日本テレビホールディングスに同社株を売却[8][9]。
  - 5月8日 - マネジメント・バイアウトにより株式の非公開化を目指すことを発表した[10]。
  - 8月18日 - BCJ-44による株式公開買付けが成立[11]。
  - 11月5日 - 東証一部上場廃止[12]。
  - 11月9日 - 株式併合により、株主がBCJ-44と明和のみとなる。
- 2021年4月 - 株式会社BCJ-44が株式会社ニチイホールディングスに商号変更[13]。持株会社体制への移行[14]。
- 2022年7月29日 - 株式会社GABAの全株式をNOVAホールディングスへ譲渡[15][16]。
- 2024年6月3日  - 日本生命保険の株式取得完了により日本生命保険の子会社となった[17]。

## その他
フィリピン人による家事代行サービス（サニーメイドサービス）の広告に「外国人スタッフなので気遣いは不要」という表現を書き、批判を受けたため2019年1月に謝罪。当該広告は削除済み。

## 関係会社
- 株式会社東京丸の内出版
- 株式会社日本サポートサービス
- 株式会社ニチイグリーンファーム
- 株式会社日本信用リース
- 株式会社ニチイケアネット
- 株式会社ニチイケアパレス
- 株式会社ニチイふらわあ